# Rue Kouïbychev (Samara)
La rue Kouïbychev (У́лица Ку́йбышева), anciennement rue de la Noblesse, est une voie de la ville de Samara en Russie. Elle se trouve dans la partie centrale et historique de la ville traversant les districts urbains (raïons) de Samara et de Lénine. Elle coupe la rue Vilonovskaïa, la rue Chostakovitch, la rue de l'Armée rouge (Krasnoarmeïskaïa), la rue Léon Tolstoï, la rue Nekrassov, la rue de Léningrad, la rue Ventsek (Więcek), la rue des Pionniers et la rue du Komsomol.
Cette rue conserve de nombreux édifices bien préservés de la fin du XIXe siècle et du début du XXe siècle. C'est une rue historique majeure de la ville avec de nombreux magasins et restaurants, des musées et des établissements de loisir.

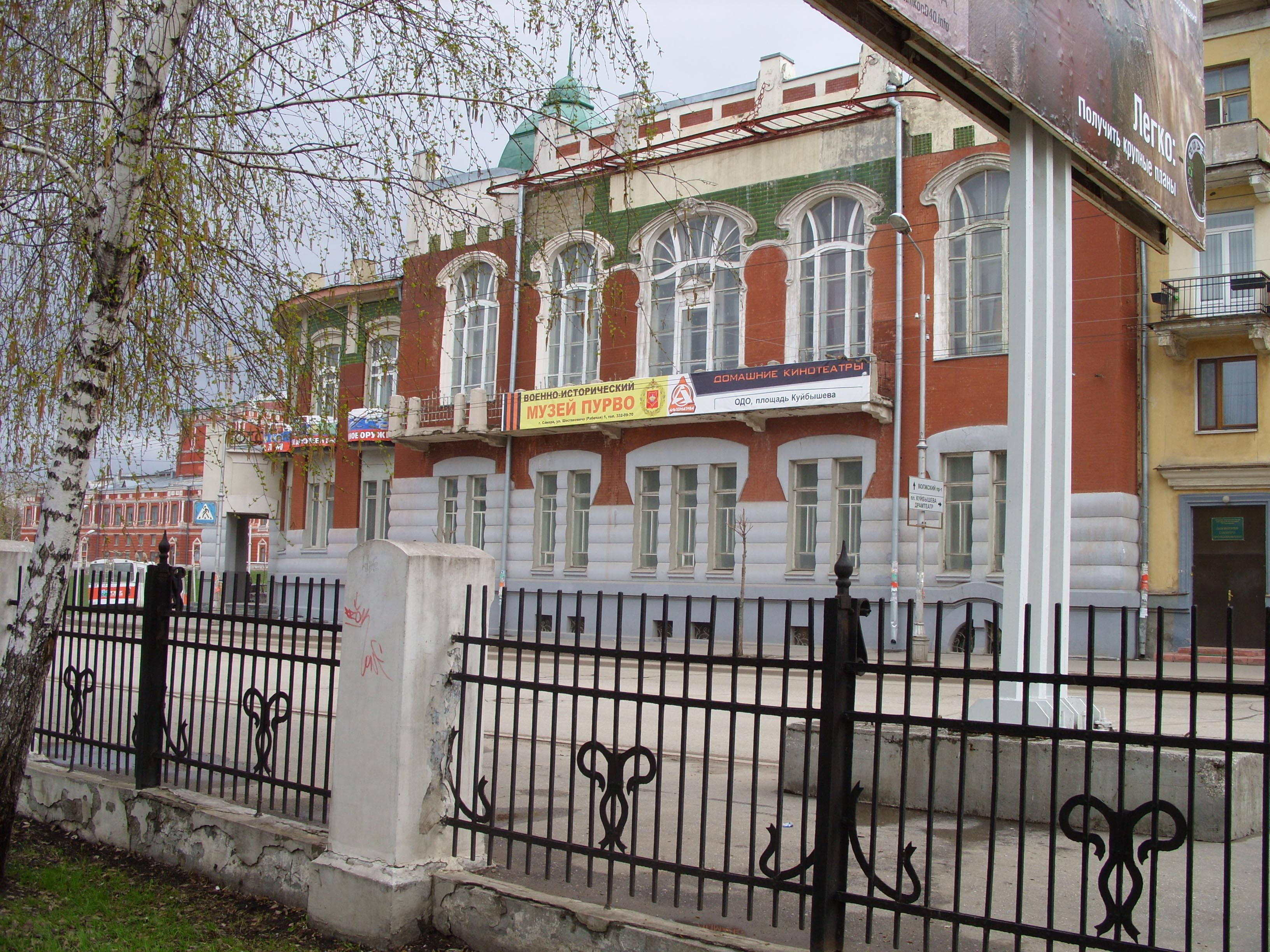
Musée militaire de la Volga et de l'Oural à l'angle de la rue Chostakovitch et de la rue Kouïbychev.

## Histoire
La rue est déjà présente dans le plan géométrique de Samara de l'année 1782, mais elle n'est pas encore bâtie. Elle est prévue pour couper huit rues et deux places et ne porte pas encore de nom. La rue figure aussi sur le plan de la ville de 1804. Dans les années 1810, elle marque la limite de la ville et est construite seulement du côté Ouest, tandis que le côté Est est recouvert de terrains vagues.
La rue s'appelle à l'origine « rue Principale ». En 1806, la ville compte environ six mille habitants dont neuf cents cosaques combattants ou non. Ceux-ci sont installés autour de cette rue qui porte alors le nom de « rue des Cosaques » jusque dans les années 1840. Selon Constantin Golovkine, elle est mentionnée sur le plan de la ville de 1839, comme « rue du Commerce ». Dans les années 1840, elle est connue comme « rue du Pain », comme la place du même nom (devenue place de la Révolution), car il y avait un marché important de céréales et de pain. L'historien E. Sourovikov fait un lien entre le nom de la rue, appelée rue de la Noblesse dans les années 1900. D'après E.F. Gourianov le nom de l'ancienne rue du Pain est déjà en 1853 celui de rue de la Noblesse. Tatiana et Gleb Alexouchine et Anna Boudanova penchent pour la version selon laquelle le nom de rue de la Noblesse est déjà pris en 1851 lorsqu'est formé le gouvernement de Samara. La rue devient alors la rue principale de Samara avec nombre de commerces et où demeurent des représentants importants de la bourgeoisie d'affaires et de la noblesse. Le gouverneur y demeure, sa chancellerie et son administration y sont installées. En 1864, la place Panskaïa (aujourd'hui place de la Révolution) est pavée de calcaire des carrières de Chiriaïevo, ainsi qu'une partie de la rue de la Noblesse. En 1869, il est désormais interdit de construire des maisons aux façades de bois donnant rue de la Noblesse et l'on ne construit plus qu'en pierre. Sur le plan de la ville de 1887, la rue traverse deux places, neuf rues et se termine au jardin Stroukov et au jardin Kovriguine. Elle est asphaltée à partir de 1898 jusqu'en 1913, ce qui la rend accessible aux premières automobiles, puis aux premières lignes de tramway.
Après la Révolution de Février, la rue change de nom et devient la rue Kerenski en hommage au ministre-président Alexandre Kerenski. Le 1er mai 1918, elle change de nom pour devenir la rue Soviétique (Sovietskaïa).
Le 25 janvier 1935, Valerian Kouïbychev meurt  et la rue devient le 28 février 1935, la rue Kouïbychev, nom qu'elle a gardé de nos jours.

Pendant la Grande Guerre patriotique (1941-1945), des ambassades étrangères évacuées de Moscou s'y installent, et des journalistes étrangers prennent leur quartier au Grand-Hôtel; les services du commissariat au peuple des Affaires étrangères et la représentation du comité français de libération nationale se logent rue Kouïbychev. Le 6 novembre 1942, la première ligne de trolleybus parcourt la rue jusqu'à la gare ferroviaire.

Photographies de la rue de la Noblesse à la fin du XIXe et au début du XXe siècle.
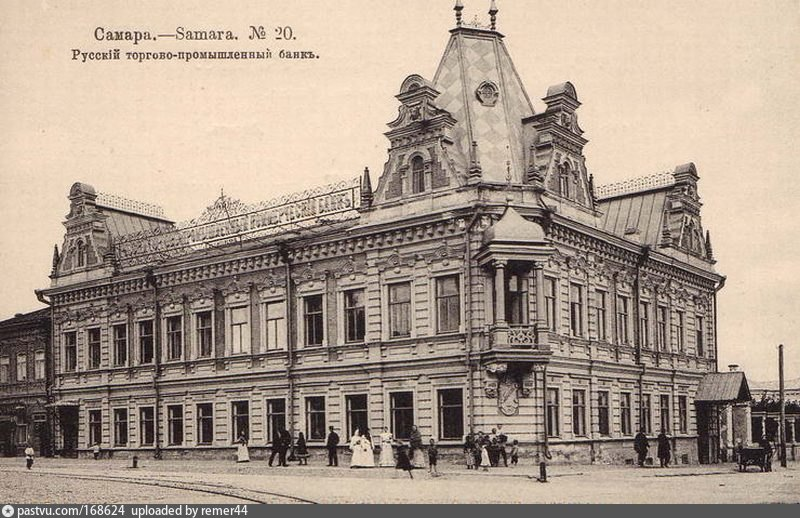
Banque russe de commerce et d'industrie (1906).
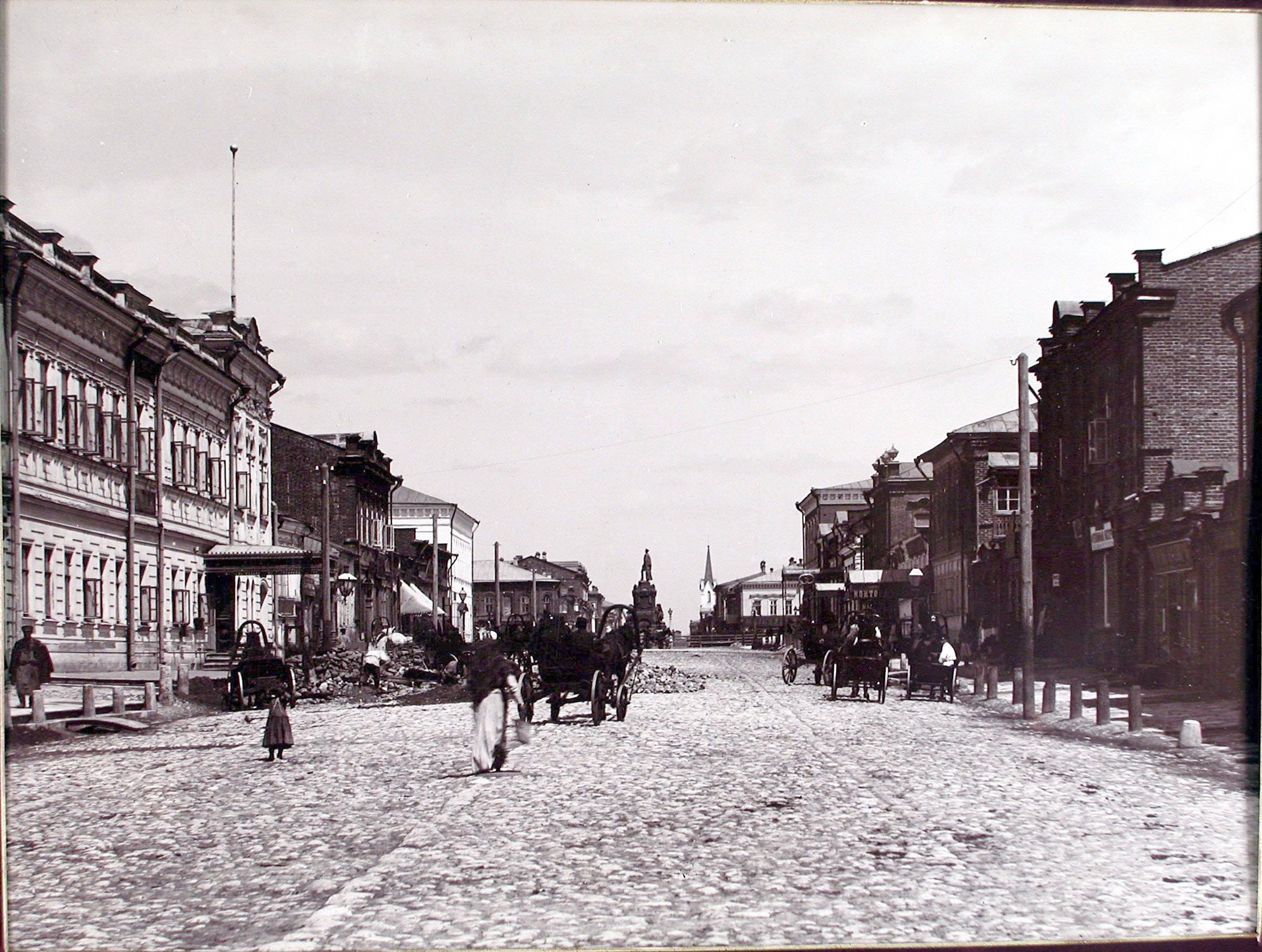
Vue de la rue de la Noblesse, de la rue de la Résurrection (des Pionniers) vers la place Saint-Alexis (1889).
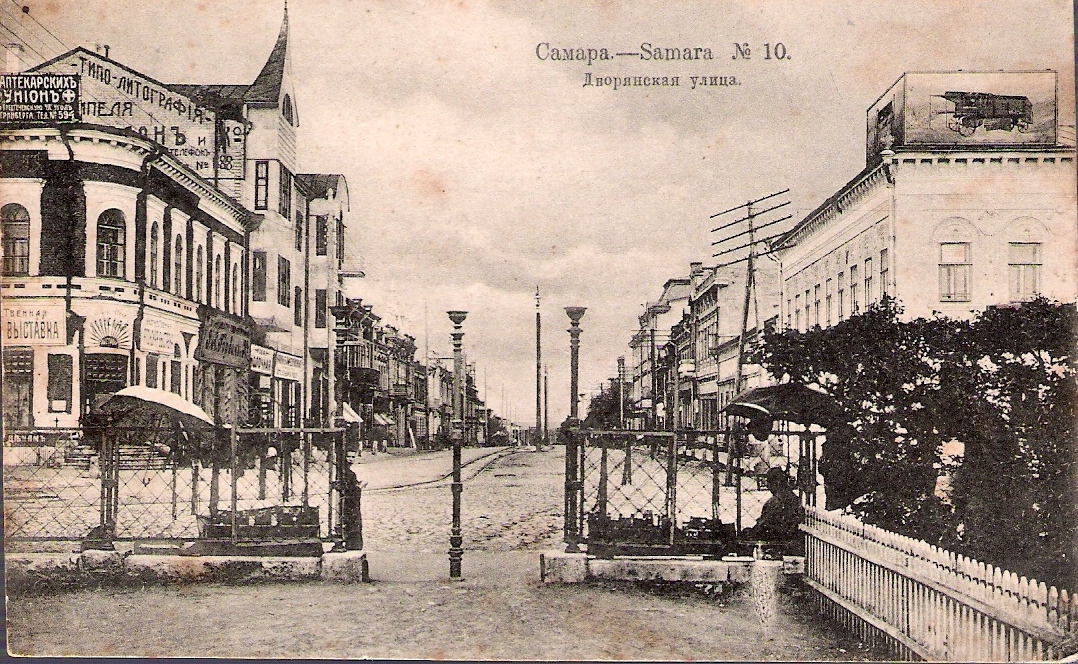
Vue de la rue de la Noblesse, de la place Saint-Alexis vers la rue de la Résurrection (1910).
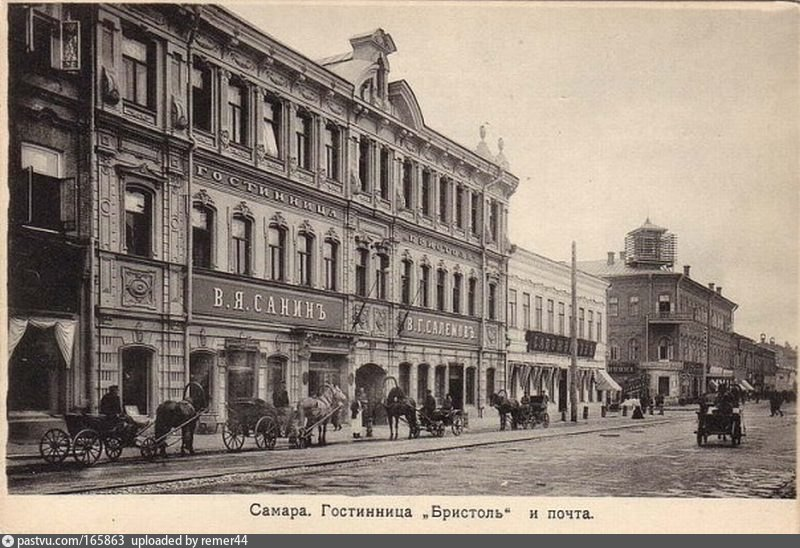
Immeuble Sanine avec l'hôtel Bristol (vers 1908).
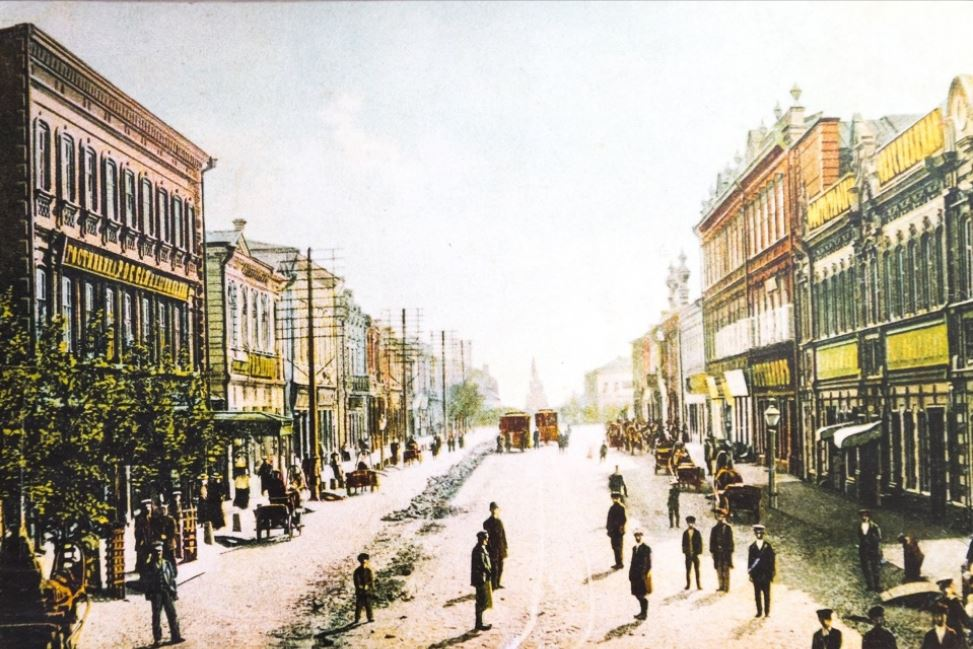
Rue de la Noblesse, n° 40 (à gauche) et n° 41 (1904-1907).
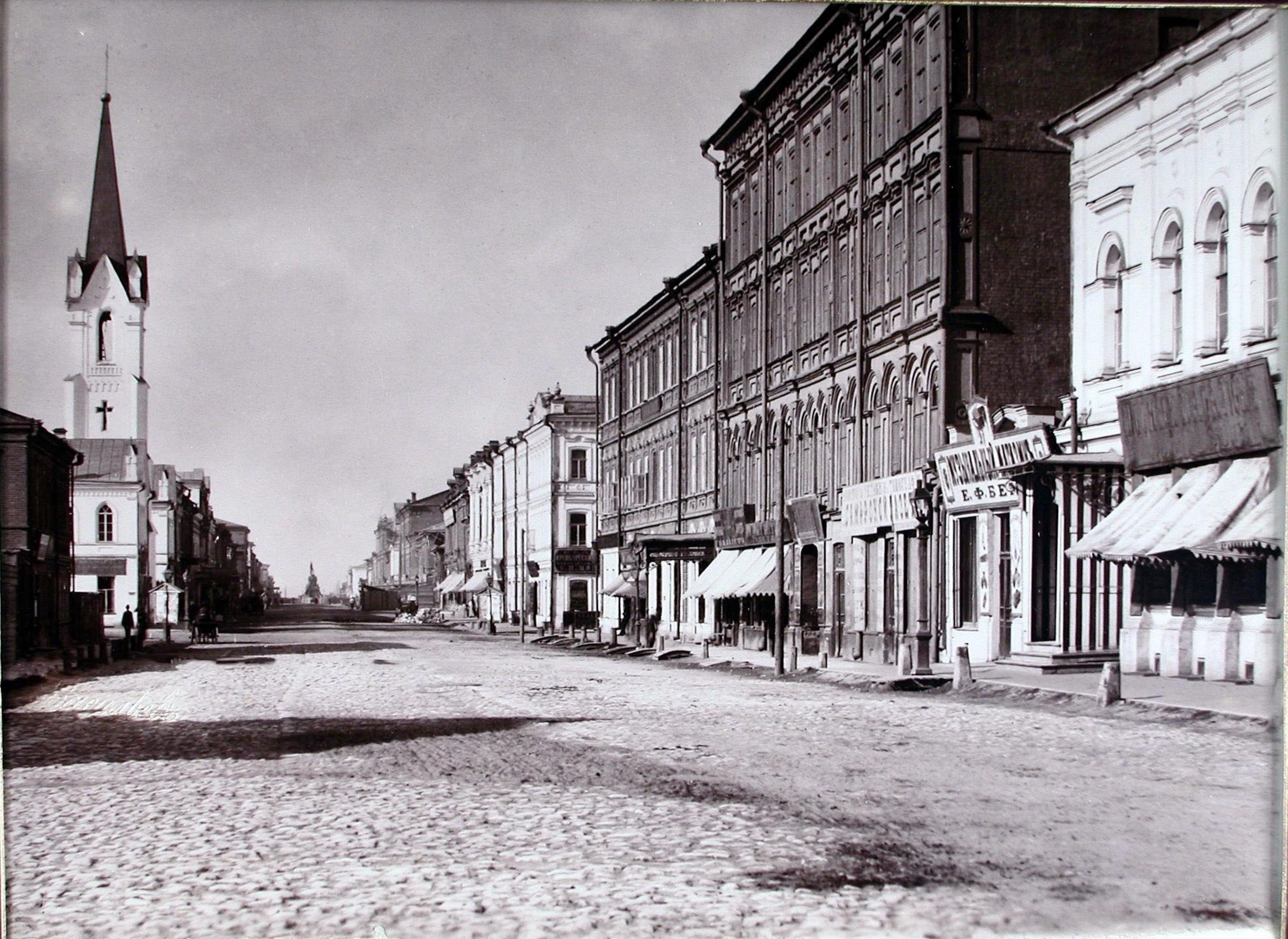
Vue de l'église luthérienne allemande (1900-1904).

## Édifices remarquables

### Côté pair
| N° immeuble | Date de construction Architecte                          | Histoire | Image  |
| ----------- | -------------------------------------------------------- | --- | ------ |
| 32          | Rechetnikov-Ouchakov, 1911                               | Immeuble Grinberg. Style Modern (Art nouveau) | N° 32  |
| 38          | 1903                                                     | Maison Timofeïev |        |
| 42          |                                                          | Mémorial en l'honneur des policiers morts dans l'incendie de leur siège, du 10 février 1999, dans l'exercice de leurs fonctions. Chapelle Saint-Alexandre-Nevski |        |
| 44          | Zassoukhine, 1900                                        | Maison Linev-Razine. Département de la famille. | N° 44  |
| 48          | Alexandre Chtcherbatchiov, 1889, Tchernomortchenko, 1908 | Douma municipale et administration de la ville. Bâtiment construit en 1850 pour P.V. Tareïev. Devient le siège de l'administration de la ville en 1884е. Style néobaroque. Département de la famille et de la tutelle. | N° 48  |
| 56          |                                                          | | N° 56  |
| 60          | Zassoukhine, 1870                                        | Tribunal régional; (une plaque rappelle que Lénine y travailla). | N° 60  |
| 62          | Années 1850-1870                                         | Tribunal de district de Samara. Maison des marchands V.A. et A.A. Golovatchev |        |
| 68          |                                                          | Magasin «Secunda» | N° 68  |
| 72          | Alexandre Chtcherbatchiov, 1898                          | hôtel particulier Belooussov, style néomauresque. | N° 72  |
| 78          | 1903                                                     | Immeuble Kalatchaïev, de 1903 à 1917: hôtel Bristol. | N° 78  |
| 82          |                                                          | Poste principale. Ancienne maison du marchand Novokrechtchenov. | N° 82  |
| 84          |                                                          | Centre commercial «Молот» (Marteau). Autrefois s'y trouvait le cinéma du même nom, l'un des trois de ce quartier. |        |
| 86          |                                                          | «Лурс» (Lours), restaurant express |        |
| 88          |                                                          | Un cinéma se trouvait dans cette maison: l'immeuble abritait le négoce de produits manufacturés du marchand N.D. Kazatchenkov et on y ouvrit un électrothéâtre-bioscope « Triomphe » en août 1910, après 1917 le cinéma appartient au budget de la municipalité et devient le cinéma du Komsomol de Lénine. Le cinéma ferme en 1996. |        |
| 90          | Piotr Balinski, 1914                                     | Banque Solidarnost, ancien siège de la banque russe de commerce extérieur, de 1925 à 1992: palais du Travail. | N° 90  |
| 92          |                                                          | Musée des Beaux-Arts de Samara | N° 92  |
| 96          |                                                          | Maison de négoce Egorov | N° 96  |
| 102         | 1902                                                     | École Chatalov | N° 102 |
| 104         |                                                          | Immeuble Miasnikov | N° 104 |
| 108         |                                                          | | N° 108 |
| 110         |                                                          | Immeuble Jogolev | N° 110 |
| 112         | Alexandre Chtcherbatchiov, 1898                          | Siège de la Gosbank. | N° 112 |
| 124         |                                                          | Douma municipale de Samara | N° 124 |

### Côté impair
| N° immeuble | Date de construction Architecte                              | Description | Image  |
| ----------- | ------------------------------------------------------------ | --- | ------ |
| 29          |                                                              | | N° 29  |
| 55          | Alexandre Zelenko                                            | Hôtel particulier devenu banque russe de commerce et d'industrie (à partir de 1900). Édifice inscrit au patrimoine architectural régional, restauré en 2015-2016. | N° 55  |
| 61          | Dernier tiers du XIXe, n° 61-63A                             | Maison Komarov, inscrite au patrimoine architectural de la ville de Samara № 674 du 31 octobre 2014. | N° 61  |
| 65          |                                                              | Maison Kirillov | N° 65  |
| 71          |                                                              | N° 71: maison Bakharev, construite en 1860; le rez-de-chaussée abritait des magasins et le premier étage, le restaurant La Bavière Orientale | N° 71  |
| 81          | 1867                                                         | Maison Chabaïev. À la fin des années 1880 et dans les années 1890, s'y trouvaient l'appartement et la chancellerie du gouverneur. Le rez-de-chaussée accueillait le magasin de joaillerie et de montres du nom de Pope et le magasin de matériel de meunerie Erlanger Dans les années 1990-2000, l'édifice abritait des restaurants et l'institut d'affaires et d'administration de Samara. Puis il ne fut pas entretenu. Vers 2018, dans le cadre de la préparation de la ville au championnat du monde de football, la façade et la toiture sont restaurées; mais l'intérieur reste dans un état dégradé. Une partie de la façade s'effondre en février 2020. | N° 81  |
| 85          | Alexandre Chtcherbatchiov, 1882                              | Maison d'E. Böhm. Style Empire. «Société de la Noblesse des amateurs de musique et d'art dramatique». Böhm fait venir d'Europe les meilleurs marques de pianos droits et de pianos à queue: Blütner, Becker, Kaps, Mühlbach, Rönisch, Stenbach, Schroeder... |        |
| 89          |                                                              | | N° 89  |
| 93          | Réaménagé en 1916-1917 selon les plans de Selman Kleinermann | Immeuble Arjanov. Il abrite la Société de crédit mutuel et la caisse d'épargne. Aujourd'hui il abrite le musée d'histoire de l'épargne. | N° 93  |
| 95          | Bâtiment construit en 1860 à la commande de Piotr Alabine    | Bibliothèque publique Alexandre. Ancienne demeure du marchand Christensen |        |
| 97          |                                                              | Siège de la banque d'industrie. Architecture néo-classique | N° 97  |
| 99          |                                                              | | N° 99  |
| 103         | Alexandre Chtcherbatchiov, 1907                              | Ciné-club «Cadre». Il y avait trois bâtiment avant 1907. Les n° 115 et 117 appartenaient à Iourine et le n° 119 à Golovkine. Après avoir été modernisé par Chtcherbatchiov, le restaurant des frères Ivanov s'y installa. | N° 103 |
| 105         |                                                              | Centre de cinématographie russe Ivanova |        |
| 107         |                                                              | Immeuble Siribiakov | N° 107 |
| 111         | Mikhaïl Kviatkovski, 1907-1908                               | Hôtel Jigouli. Hôtel particulier d'Élisabeth Ivanovna Soubbotina (1879-1896). L'hôtel Bristol-Jigouli y ouvre en 1897. Hôtel Grand-Hôtel (1908-1917) | N° 111 |
| 113         |                                                              | Maison Iassenkov. En 1893-1900, s'y trouvait l'administration de la gendarmerie des chemins de fer de Samara. | N° 113 |
| 115-117     | 1865                                                         | Église luthérienne allemande Saint-Georges de Samara construite en 1865 sur les fonds du marchand E.N. Annaïev d'abord comme église catholique; mais à la fin des travaux, les autorités de Samara sous prétexte de l'insurrection polonaise interdisent de la confier à la communauté catholique et l'édifice, après travaux, est confié à la paroisse luthérienne. | N° 115 |
| 125         | Alexandre Chtcherbatchiov, 1902                              | Hôtel particulier Poplavski, devient en 1904 le lycée privé de jeunes filles Khardine. Aujourd'hui l'édifice abrite l'école secondaire n° 15. | N° 125 |
| 131         |                                                              | Société de bienfaisance de l'assemblée de la noblesse | N° 131 |
| 135         | Alexandre Hornwald, 1879                                     | Angle de la rue Léon-Tolstoï: hôtel particulier du marchand N.F. Dounaïev, style néo-Renaissance | N° 135 |
| 137         |                                                              | Administration de la ville de Samara |        |
| 139         | Alexandre Chtcherbatchiov, 1898                              | Hôtel particulier Clodt. Galerie de dessins enfantins | N° 139 |
| 145         | N. Soukhov, V. Klotchkov, 1936                               | Maison de l'Industrie. Monument du constructivisme. | N° 145 |
| 151         | Alexandre Chtcherbatchiov, 1905                              | Hôtel particulier Naoumov, appartenant au maréchal de la noblesse de Samara, Alexandre Naoumov. Style néo-Renaissance. Il devient en 1918 la résidence du Comité des membres de l'Assemblée constituante. Pendant la Grande Guerre patriotique, l'ambassade du Royaume-Uni s'y installe. | N° 151 |
| 153         | Maison Hohen, 1912                                           | Banque de crédit foncier des paysans. Architecture de style Modern nordique. L'institut de chimie et de technologie de Samara s'y installe en 1930 et dépend à partir de 1934 de l'institut polytechnique de Samara. C'est depuis (sauf entre juillet et octobre 1941) la faculté de technologie chimique de l'université d'État technique de Samara. | N° 153 |
| 157         | Werner                                                       | Siège de l'assemblée publique. Architecture de style Modern | N° 157 |

## Transport
La rue est parcourue par les lignes d'autobus 3, 5, 5д, 5к, 17, 24, 32, 37, 47, 61, 108;  de taxis collectifs 46, 48д, 48к, 80, 105, 109д, 114, 118, 119, 127, 128, 140, 177, 261, 305д, 347, 395, 397;  de trolleybus 6, 16.

## Monuments
- Complexe mémoriel en souvenir des collaborateurs du ministère de l'intérieur morts dans l'exercice de leurs fonctions
- Statue de Lénine, place de la Révolution
- Statue du soldat Chvéïk (Švejk)
- Statue de Pouchkine, square Pouchkine

## Codes postaux
- 443099: pairs (4-114), impairs (1-51), impairs (55-117).
- 443010: pairs (120-130), impairs (121-155).

## Liens
- (ru) Histoire et lieux d'intérêt des rues de Kouïbychev en 50 photographies de différentes années
- (ru) Eva Nesterova, La rue principale du centre. «Самарская газета», 18 décembre 2014

- (ru) Cet article est partiellement ou en totalité issu de l’article de Wikipédia en russe intitulé « Улица Куйбышева (Самара) » (voir la liste des auteurs).